# Liste des conjoints des rois du Wessex
La liste des conjoints des rois du Wessex rassemble les épouses connues des souverains du Wessex, royaume du haut Moyen Âge situé dans le sud-ouest de l'Angleterre. Le titre de reine ne leur est pas systématiquement attribué.
Les conjoints des premiers rois du Wessex ne sont mentionnés dans aucune source. La première femme d'un roi ouest-saxon nommée est Seaxburh, dans la deuxième moitié du VIIe siècle, qui aurait par ailleurs directement exercé le pouvoir après la mort de son mari Cenwalh, vers 672. Quelques reines sont attestées au VIIIe siècle, mais ce sont les épouses royales du IXe siècle qui sont les mieux connues, notamment celles liées au roi Alfred le Grand : sa mère Osburh et sa femme Ealhswith.

## Statut
D'après le moine Asser, auteur d'une biographie d'Alfred le Grand vers 893, l'épouse du roi du Wessex ne reçoit pas le titre de reine. Il explique cette particularité en rapportant l'histoire d'Eadburh, l'épouse du roi Beorhtric, qui aurait fait preuve d'un comportement odieux, allant jusqu'à causer la mort de son mari. Ce récit, qu'Asser affirme tenir d'Alfred lui-même, constitue vraisemblablement une justification a posteriori d'une décision politique de la part des rois du Wessex de réduire le statut de leurs femmes.
De fait, dans les chartes du IXe siècle, seules deux femmes de rois apparaissent avec le titre latin regina : il s'agit de Judith, la deuxième épouse d'Æthelwulf, et de Wulfthryth, la femme d'Æthelred. Judith, princesse carolingienne (elle est l'arrière-petite-fille de l'empereur Charlemagne), est sacrée reine en Francie au moment de son mariage, probablement pour assurer sa sécurité. Wulfthryth reçoit peut-être ce titre pour renforcer les droits à la succession des fils qu'elle a donné à son mari. À l'inverse, ni la mère d'Alfred, Osburh, ni sa femme, Ealhswith, n'apparaissent jamais comme témoins sur les chartes de leurs maris.

## Liste des conjoints des rois du Wessex
| Nom        | Dates               | Conjoint                 | Enfants                                                                          | Remarques |
| ---------- | ------------------- | ------------------------ | -------------------------------------------------------------------------------- | --- |
| ?          | fl. 645 ?           | Cenwalh                  | —                                                                                | Bède le Vénérable rapporte que Cenwalh encourt la colère de Penda de Mercie pour avoir répudié sa femme, qui est la sœur du roi mercien. |
| Seaxburh   | fl. 672             | Cenwalh                  | —                                                                                | Après la mort de son mari, vers 672, elle règne seule sur le Wessex pendant deux ans. Elle est l'unique femme à figurer dans les listes de rois anglo-saxons. |
| ?          | fl. 676 × 685 ?     | Centwine                 | - Bugga ?                                                                        | D'après la Vita sancti Wilfrithi, Centwine a pour femme une sœur de Iurminburh, la femme du roi Ecgfrith de Northumbrie. |
| Æthelburh  | fl. 722             | Ine                      | —                                                                                | La Chronique anglo-saxonne rapporte qu'elle détruit le fort de Taunton en 722. |
| Frithugyth | fl. 737             | Æthelheard               | —                                                                                | La Chronique anglo-saxonne rapporte qu'elle se rend en pèlerinage à Rome avec l'évêque Forthhere en 737. |
| Eadburh    | 789 – 802           | Beorhtric                | —                                                                                | Fille du roi de Mercie Offa et de Cynethryth, elle épouse Beorhtric en 789. Elle porte le titre de reine sur deux chartes de son mari. Une légende noire l'entoure après sa mort, survenue à une date inconnue après celle de Beorhtric en 802.                                                                  |
| ?          | fl. 802 × 839 ?     | Ecgberht                 | - Æthelwulf                                                                      | Des sources tardives donnent le nom de Redburga à la femme d'Ecgberht. |
| Osburh     | fl. 839 × 848/849   | Æthelwulf                | - Æthelstan - Æthelbald - Æthelberht - Æthelred - Alfred - Æthelswith            | Fille de l'échanson Oslac, elle épouse Æthelwulf à une date inconnue avant son avènement, en 839. Elle est probablement morte avant 856, date du deuxième mariage d'Æthelwulf. |
| Judith     | 856 – 860           | Æthelwulf puis Æthelbald | —                                                                                | Fille aînée du roi de Francie occidentale Charles II le Chauve et d'Ermentrude d'Orléans, elle épouse Æthelwulf le 1er octobre 856 à Verberie. Veuve en 858, elle est prise pour femme par son beau-fils Æthelbald. De nouveau veuve en 860, elle se remarie par la suite avec le comte de Flandre Baudouin Ier. |
| Wulfthryth | fl. 868             | Æthelred                 | - Æthelhelm ? - Æthelwold ?                                                      | Elle n'est mentionnée que sur une seule charte d'Æthelred, datée de 868, où elle porte le titre de reine. Elle est vraisemblablement la mère de ses deux fils. |
| Ealhswith  | 871 – 899           | Alfred le Grand          | - Æthelflæd - Édouard - Æthelgifu - Ælfthryth - Æthelweard                       | Fille de l'ealdorman des Gaini Æthelred Mucel et d'Eadburh, une descendante des rois de Mercie, elle épouse Alfred en 868. Elle survit à son mari et meurt en 902. |
| Ecgwynn    | 899 – vers 900 ?    | Édouard l'Ancien         | - Æthelstan - Eadgyth ?                                                          | D'ascendance inconnue, elle pourrait avoir épousé Édouard vers 893. Les causes et la date de la fin de leur union sont inconnues, il est possible qu'elle ait été répudiée ou qu'elle soit morte avant l'avènement d'Édouard en 899.                                                                             |
| Ælfflæd    | vers 900 – vers 919 | Édouard l'Ancien         | - Ælfweard - Edwin - Æthelhild - Eadgifu - Eadflæd - Eadhild - Eadgyth - Ælfgifu | Fille d'un ealdorman Æthelhelm, probablement Æthelhelm du Wiltshire (mort en 897), elle épouse Édouard avant 901, peut-être au moment de son avènement. Elle semble avoir été répudiée et pourrait avoir survécu à Édouard, mais la source qui l'affirme est douteuse.                                           |
| Eadgifu    | vers 919 – 924      | Édouard l'Ancien         | - Edmond - Eadred - Eadburh - Eadgifu                                            | Fille de l'ealdorman du Kent Sigehelm (mort en 902), elle survit à Édouard et meurt après 966. |